# 元木山城
元木山城（もときやまじょう）は、東京都町田市能ヶ谷にあった日本の城。

## 概要
戦国時代の遺構は現存しないが、明治時代に子孫により再建された瑞香殿館や日本庭園が残る。

## 歴史・沿革
大永5年（1525年）、越後国から来着した神蔵氏第24代当主甚左衛門盛清が、小田原の北条氏綱の許しを得て築いたと言われている。盛清は浄土野森において扇谷上杉勢と戦い勝利をし、その功により永30貫文（24万坪）の地を後北条氏より賜った。その後、当地を直ヶ谷（のうがや）と名付け、天文13年（1544年）に城内に瑞香殿館を建立した。江戸時代になると瑞香殿館は幕府によって一度破却されるが、元禄6年（1693年）に建て替えられ、現在の建物は明治39年（1906年）に建立されたものであるが、一部に元禄時代の柱、棟札、大戸が残る。戦国時代の遺構は残らないが、子孫により瑞香殿館と美しい日本庭園は守られ、香山園（かごやまえん）として一般公開されていたが、平成27年（2015年）3月29日に閉館した。なお、2019年までに町田市が買い取り、再び一般公開する予定である。

## 現地情報
所在地
- 東京都町田市能ヶ谷2-17-1

交通アクセス
- 鶴川駅より徒歩3分